# Будинок на дереві
Будинок на дереві — будівля, піднесена над землею, сконструйована переважно в кроні дерева, основа конструкції якої — один або кілька стовбурів. Може використовуватися як місце відпочинку, мисливський будиночок, робоче приміщення або як тимчасовий притулок.
Будинки на дереві в лісовій галузі є прикладом екологічного будівництва, оскільки їх зведення не вимагає вирубування лісів. У деяких районах тропіків на деревах або на палях будують звичайне житло, щоб вберегти приміщення від небезпек, які можливі на рівні землі.

## Будинок на дереві як традиційне житло
Плем'я короваї у Новій Гвінеї живе в будинках на деревах, деякі з яких досягають 40 м у висоту, таким чином вони уникають нападу мисливців за головами з сусіднього племені.

## Популярність
Від середини 1990-х років у США та деяких країнах Європи зростає популярність будинків відпочинку на деревах. Це відбувається завдяки збільшенню доходу, досконалішим технологіям будівництва, науковим дослідженням щодо практики будівництва безпечних будівель і підвищеному інтересу до екологічних питань, зокрема забезпечення сталого розвитку.

## Приклади будівель на деревах
- У Новій Зеландії 2009 року побудовано ресторан «Жовтий будинок на дереві» на верхівці 40-метрової секвої[3].
- У Франції росте дуб віком 800—1200 років, в дуплі якого побудовано дві каплиці.
- В Англії в парку Алнік[ru] збудовано будинок на дереві площею 560 м2[4].

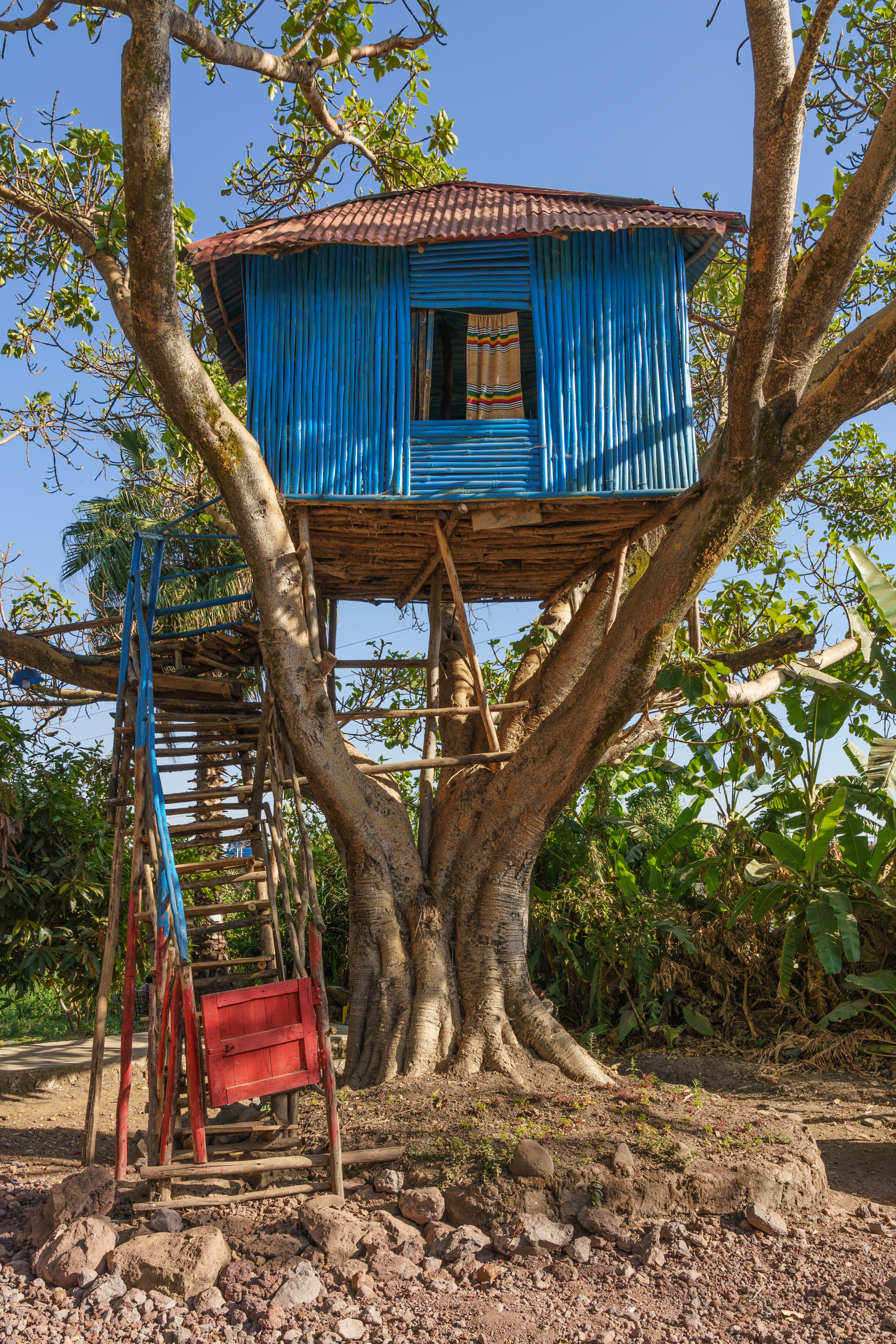
В Бахр-Дарі, Ефіопія
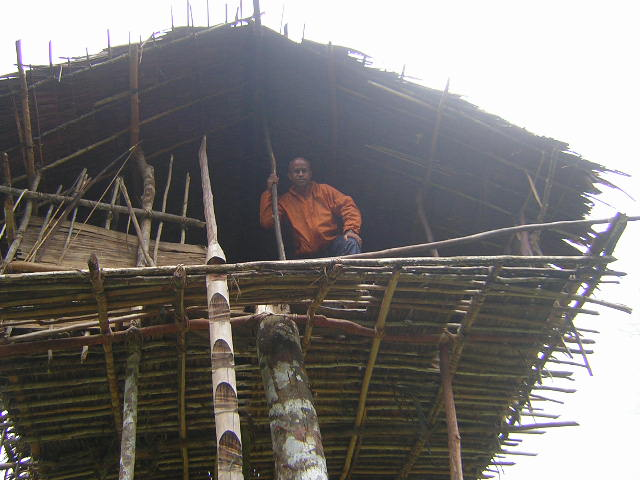
Житло племені короваї
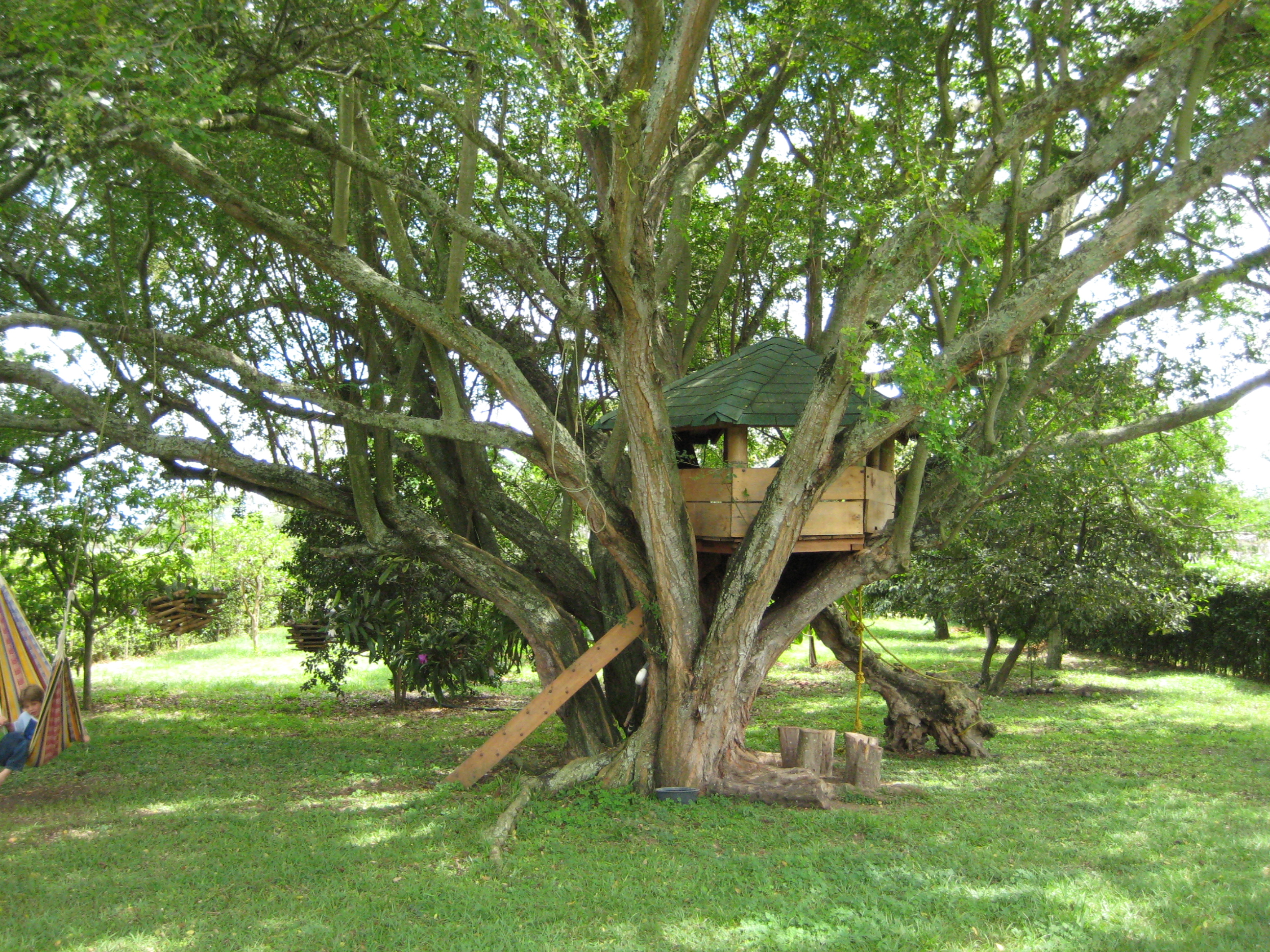
Будиночок на дереві для дітей
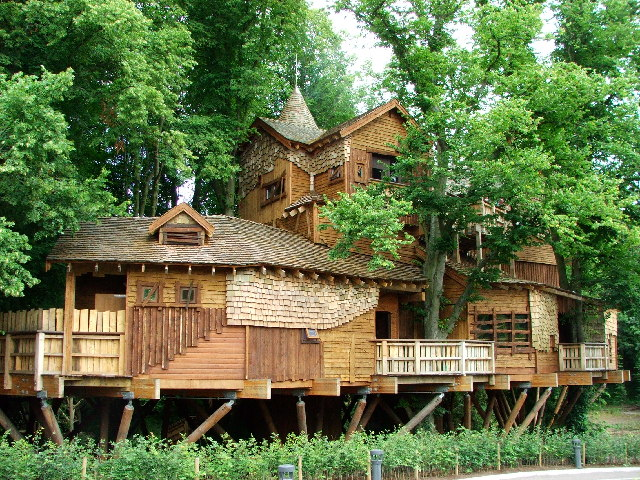
У парку Алнік
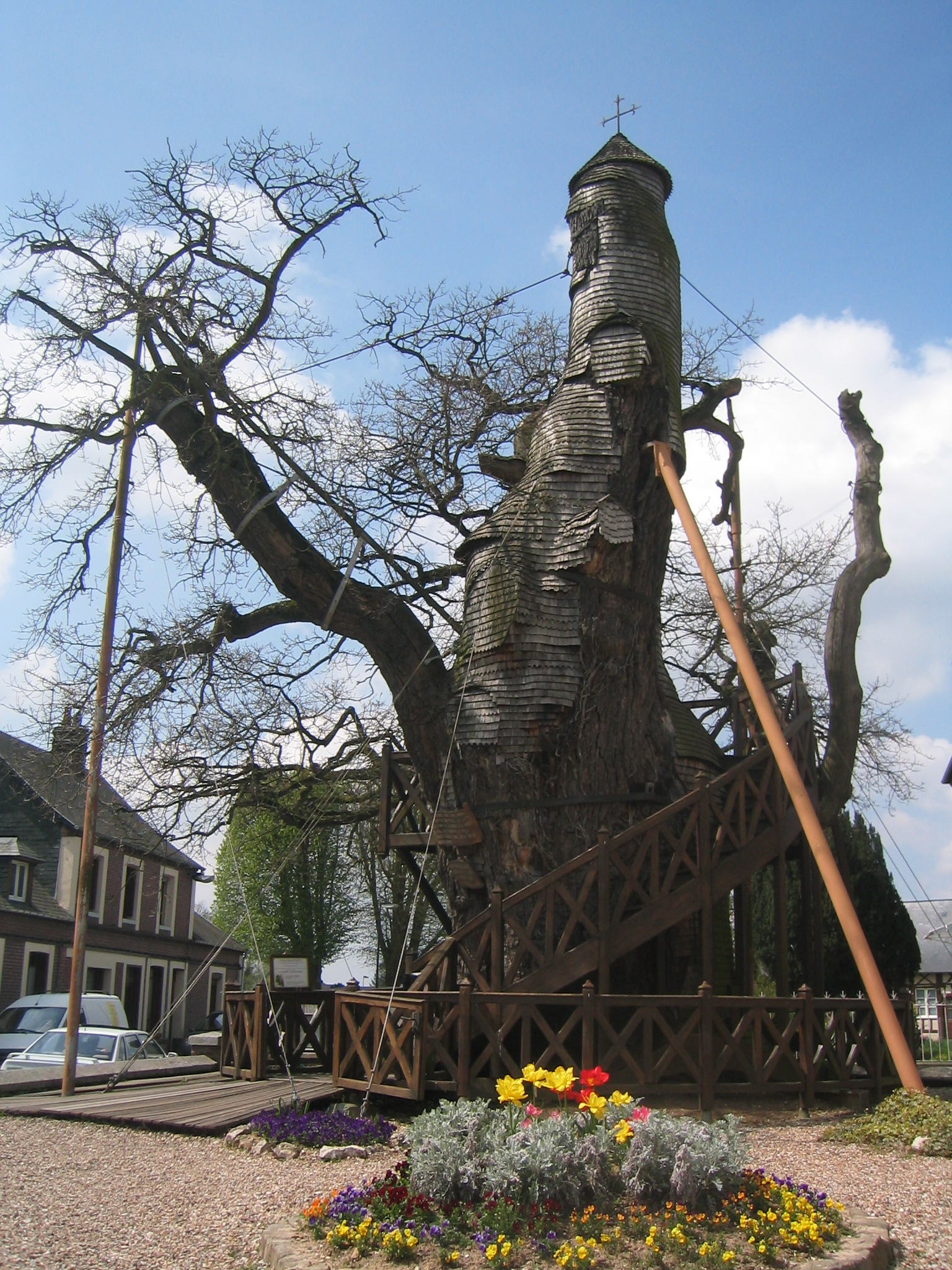
Дуб-каплиця